# Půst
Půst je jednání, při němž se jedinec nebo společenská skupina dočasně zřekne stravy a příjmu jakékoliv výživy. Jedinou látkou přijímanou během půstu je čistá voda.[zdroj?] Pojem „postní jídlo“ je při aplikaci této definice oxymóron, neboť půst příjem jakéhokoliv jídla vylučuje.
V přeneseném smyslu, vymezeném zpravidla náboženskými tradicemi, je půst omezení stravy na minimum či na vyhraněné pokrmy. Historicky může být půst i forma trestu.
Motivy pro půst mohou být náboženské, zdravotní, či očisťovací, případně snaha o upevnění duševní pohody.

## Půst v křesťanství
V křesťanství je takzvaný půst nebo postní doba obdobím přípravy na Velikonoce. Nemusí jít tedy jen o odepření si jídla, ale také zřeknutí se čehokoliv, co je v životě postradatelné, zbytečné nebo překážející. V západní církvi začíná postní doba Popeleční středou a trvá 40 dní (neděle se nezapočítávají). Ve východních církvích začíná „Velký půst“ v pondělí 7. týdne před Velikonocemi a končí v pátek 9 dní před Velikonocemi (Svatá čtyřicátnice či Velký půst začíná Čistým pondělím 6 týdnů před Velkým (či Svatým) týdnem, který vrcholí oslavou vzkříšení Ježíše Krista.)

### Půst v katolictví
V západním (katolickém) prostředí se běžně dodržuje jako postní den pátek, nepřipadá-li na ten den liturgické slavení na úrovni slavnosti. Běžný páteční půst znamená půst od masa, tedy zřeknutí se potravy z masa teplokrevných zvířat v daný den. Za porušení půstu od masa se nepovažuje snědení ryby nebo živočišného tuku. Ryba je běžný postní pokrm. Páteční půst může být alternován. Podle rozhodnutí katolických autorit v ČR ho lze zaměnit za jiný úkon zbožnosti nebo blíženecké lásky (např. návštěva nemocného, modlitba růžence, mše svatá).
Na Popeleční středu a Velký pátek, se praktikuje přísný půst, tedy půst od masa spojený s půstem újmy. Ten znamená, že se věřící v ten den nasytí pouze jedním hlavním – ovšem bezmasým – jídlem a z ostatních jídel citelně ubere. Půst je omezen věkem. Postit se mají věřící po dovršení 14. roku věku do dovršení 60. roku věku. Věřící mimo toto věkové rozmezí postem vázáni nejsou. Věřící od 14. roku do plnoletosti a věřící od započatého 60. roku věku nejsou vázáni postem újmy. Od povinnosti postit se může být věřící dispensován také ze zdravotních či jiných závažných důvodů. V takovém případě je buď dispensován zcela, nebo je mu knězem určen nějaký úkon zbožnosti, kterým je půst nahrazen.
Uvedený postní řád je jakési minimum, které si věřící může zostřit, pokud je to účelné. Věřící si sám zvolí způsob postu v postní a adventní době. Např. zříci se po celou postní dobu masa a nápojů obsahujících alkohol a na Popeleční středu a Velký pátek jíst jen málo nebo vůbec. Půst ale nemá být nějakým druhem výkonu a je třeba zachovat míru s vědomím vlastních hranic.
Půst má mít vždy i duchovní rozměr. Postem není myšlen jen půst od jídla, ale zřeknutí se toho, co je v životě věřícího zbytečné, postradatelné či překážející a brzdí duchovní rozvoj, přestože to není hříšné. Katolické mládeži je někdy doporučováno, aby nahradila půst od jídla nějakou vhodnou alternativou, například půstem od sociálních sítí a jiné konzumní zábavy.
Půst zesiluje modlitbu, uvolňuje struktury nitra a vynese na denní světlo také myšlenky, které by jinak zůstaly skryty. Místo potlačování je vhodné, a naopak správné se s nimi smířit, poznávat je, případně řešit jejich kořen a tak napravovat vztah k Bohu i lidem.

### Půst v pravoslaví
Ve východním křesťanství (pravoslaví) je půst vnímán jako požívání „suché stravy“, a je přísnější než v katolickém prostředí. Běžné postní jídlo nesmí obsahovat nejen maso, ale rovněž cokoliv, co je živočišného původu (vejce, mléko a výrobky z nich), zakázán je rovněž olivový olej a alkohol (za postní je ovšem považováno pivo). Na rozdíl od katolického prostředí se za postní jídlo nepovažuje ryba. Půst je možno zmírnit ve čtyřech stupních:
1. povolení vína a oleje (nejmenší možná úleva)
2. povolení ryby
3. povolení veškerého jídla s výjimkou masa
4. úplné zproštění povinnosti postit se

První tři dny Velkého postu je doporučeno nejíst nic – až do speciální velkopostní bohoslužby ve středu večer.

V byzantské tradici jsou čtyři postní období: 

- Svaté čtyřicátnice
- šestitýdenní půst před svátkem Narození Páně
- dvoutýdenní v srpnu před svátkem Zesnutí Přesvaté Bohorodice
- půst mezi Letnicemi a svátkem apoštolů Petra a Pavla).

Pravidla pro půst se však v jednotlivých autokefálních církvích liší.

## Půst v islámu
V islámu je nařízen půst (arabsky saum) během měsíce ramadánu, v němž začal být proroku Muhammadovi zjevován Korán. Půst je jeden z pěti pilířů islámu. Půst je držen od svítání do západu slunce, po setmění je možné jíst všechny potraviny povolené islámem (halal). Dodržování půstu není povinné např. pro děti, těhotné ženy a staré či nemocné osoby. Kromě jídla se půst v měsíci ramadánu týká také kouření a sexu.

## Půst v židovství
V judaismu existují veřejné postní dny (hebrejsky: תענית ציבור, ta'anit cibur), které zahrnují 7 různých půstů (5 malých a 2 velké), vztahující se k různým událostem. Postní dny mají v judaismu velký význam, jsou neodmyslitelně spojeny s duševní očistou, sebezpytováním a studiem a jsou zároveň obdobou oběti, neboť namísto obětovaného zvířete a jeho masa a tuku člověk „spaluje“ (obětovává) „své maso a svůj tuk“.

## Půst v józe
V józe se v zásadě doporučuje držet spirituální půst jeden den v týdnu (v pondělí nebo ve čtvrtek) a v den úplňku. Pro den duchovního půstu je důležité pozitivní a duchovní rozpoložení. Teprve díky němu se z půstu stává duchovní cvičení, které napomáhá duchovnímu rozvoji. V postní den se nepřijímá žádná pevná strava, jen kolem páté hodiny odpolední je možné sníst lehký laktovegetariánský pokrm. Samozřejmě se může kdykoliv podle potřeby pít voda. Není-li ze zdravotních důvodů přípustné postit se celý den, např. u cukrovky, lze vynechat alespoň jedno jídlo.

## Půst jako léčebný prostředek
V biologii a medicíně je půst příkladem tzv. hormeze, tedy příznivého působení mírné zátěže na organismus. Tzv. restrikce kalorií, tedy omezení příjmu potravy u experimentálních zvířat o zhruba 30 %, konzistentně prodlužuje život, chrání proti rakovině, civilizačním chorobám i demenci. Absolvování dvou až čtyřdenního půstu vyvolá v těle proces regenerace bílých krvinek. Existující krvinky jsou nejprve hladovějícím organismem recyklovány. Po obnovení přísunu potravy začne tvorba nových bílých krvinek z kmenových buněk. Postění je také doprovázeno s redukcí hladiny IGF-1 hormonu, který je spojován se stárnutím, růstem nádorů a rizikem vzniku rakoviny. Tyto poznatky jsou aplikovatelné i na člověka, avšak s velkou mírou opatrnosti. V období úplného půstu má člověk zhoršenou schopnost bránit se infekci, zahojit poranění (včetně operace), sníženou plodnost, musí zvládnout zdravotní rizika jako acidózu a celkově se necítí příliš komfortně. I pro zdravého člověka proto lékaři nedoporučují držet úplný půst déle než tři dny.

## Moderní formy půstu
Mezi moderní formy půstu patří např. Autopůst, tedy omezení individuální automobilové dopravy v určité dny. Svým smyslem je mu blízká akce Do kostela na kole.